# برتوغ ییلدیریم
برتوغ ییلدیریم (انگلیسی: Bertuğ Yıldırım؛ زادهٔ ۱۲ ژانویهٔ ۲۰۰۲) بازیکن فوتبال اهل ترکیه است.
از باشگاه‌هایی که در آن بازی کرده‌است می‌توان به باشگاه فوتبال رن، باشگاه ورزشی ساری‌یر، باشگاه فوتبال آنتالیااسپور و باشگاه فوتبال هاتای‌اسپور اشاره کرد.
وی همچنین در تیم‌های ملی فوتبال زیر ۲۱ سال ترکیه و ترکیه بازی کرده‌است.